# Marquesado de la Mesa de Asta
El Marquesado de la Mesa de Asta es el título nobiliario español que el rey Carlos II concedió el 6 de agosto de 1691 a Diego Luis de Villavicencio y Zacarias. Su nombre se refiere a Mesas de Asta, en el municipio andaluz de Jerez de la Frontera, en la provincia de Cádiz, lugar donde se encontraba la antigua ciudad de Asta Regia.

## Marqueses de la Mesa de Asta
|                        | Titular                                                             | Periodo                |
| Creación por Carlos II | Creación por Carlos II                                              | Creación por Carlos II |
| ---------------------- | ------------------------------------------------------------------- | ---------------------- |
| I                      | Diego Luis de Villavicencio y Zacarías                              | 1691-                  |
| II                     | Bartolomé Núñez de Villavicencio y Zacarías                         |                        |
| III                    | María Josefa de Villavicencio y Zacarías                            |                        |
| IV                     | Lorenzo Fernández de Villavicencio                                  |                        |
| V                      | Lorenzo Justino Fernández de Villavicencio y Núñez de Villavicencio |                        |
| VI                     | Lorenzo Fernández de Villavicencio y Cañas                          |                        |
| VII                    | María Eulalia Fernández de Villavicencio y del Corral               |                        |
| VIII                   | Lorenzo Piñeyro y Fernández de Villavicencio                        | 1893-1922              |
| IX                     | Enrique Piñeyro y de Queralt                                        | 1922-1960              |
| X                      | Alfonso Piñeyro y Fabra                                             | 1962-1989              |
| XI                     | María de la Luz Piñeyro y Magaz                                     | 1989-actual titular    |

## Historia de los marqueses de la Mesa de Asta
- Diego Luis de Villavicencio y Zacarías, I marqués de la Mesa de Asta

- Bartolomé Núñez de Villavicencio y Zacarías,

- |María Josefa de Villavicencio y Zacarías,

- Lorenzo Fernández de Villavicencio,

- Lorenzo Justino Fernández de Villavicencio y Núñez de Villavicencio,

- Lorenzo Francisco Fernández de Villavicencio y Cañas (1778-1859), VI marqués de la Mesa de Asta, VII conde de Belmonte de Tajo, IX duque del Parque, VIII principe della Sala di Partinico, III duque de San Lorenzo de Valhermoso, XII marqués de Vallecerrato, VII marqués de Castrillo, V marqués de Casa Villavicencio, X barón de Regiulfo. Una vez viudo de su primera esposa, la VIII duquesa del Parque y habiendo heredado la mayoría de sus títulos contrajo segundas nupcias con Josefa del Corral García.[1]

Le sucedió, en este título su hija:
- María Eulalia Fernández de Villavicencio y del Corral, VII marquesa de la Mesa de Asta.

1. Casó con Tomás Piñeiro y Aguilar, IX marqués de Bendaña, grande de España. Le sucedió su hijo:

- Lorenzo Piñeyro y Fernández de Villavicencio, grande de España, VIII marqués de la Mesa de Asta, X marqués de Bendaña.

1. Casó con María Dominga de Queralt y Fernández-Maquieira, II condesa de Torralba de Aragón y III marquesa de Bonanaro (ambos por rehabilitación a su favor en 1925). Tuvieron por hijos a:
  1. Lorenzo Piñeyro y de Queralt (1894-1921), II marqués de Albolote (por rehabilitación en 1915) casado con María de los Milagros Fernández de Córdoba y Álvarez de las Asturias-Bohorques y cuyo único hijo fue Lorenzo Piñeyro y Fernández de Córdoba, grande de España y XI marqués de Bendaña (por herencia de su abuelo paterno) y IV conde de Torralba de Aragón (por herencia de su tío paterno).
  2. Buenaventura Piñeyro y de Queralt (1900-1947), III conde de Torralba de Aragón. A su muerte heredó el título su sobrino.
  3. Zenaida Piñeyro y de Queralt (1895-1988), IV marquesa de Bonanaro
  4. Enrique Piñeyro y de Queralt (1898-1960) le sucedió como IX marqués de la mesa de Asta por cesión del título (1922).[2]

- Enrique Piñeyro y de Queralt (1898-1960), IX marqués de la Mesa de Asta

1. Casó con María de la Paz Fabra y Monteys. Le sucedió su hijo:

- Alfonso Piñeyro y Fabra,  X marqués de la Mesa de Asta, desde 1962 a 1989.

1. Casó con María Victoria de Magaz y del Río-Pinzón. Le sucedió su hija:

- María de la Luz Piñeyro y Magaz,  XI marquesa de la Mesa de Asta, desde 1989.[3]